# Helina squalens
Helina squalens är en tvåvingeart som först beskrevs av Zetterstedt 1838.  Helina squalens ingår i släktet Helina och familjen husflugor. Arten är reproducerande i Sverige. Inga underarter finns listade i Catalogue of Life.